# Río Limarí
Le Río Limarí est un fleuve qui traverse une partie du nord du Chili, dans la région de Coquimbo. Traversant des zones peu humides, son débit quoique modéré est d'une grande importance pour les régions traversées. Dans sa vallée, ses eaux permettent l'irrigation d'importants vignobles produisant des vins réputés. 

## Géographie
Le bassin du río Limarí est situé dans la IVe Région de Coquimbo, entre les bassins des rios Elqui au nord et Choapa au sud. Il s'étend entre les 30°15’ et 31°20’ de latitude sud, sur une surface de 11,800 km2.
Le fleuve est formé par la confluence des ríos Grande et Hurtado. De ces deux rivières, le río Grande, qui draine la partie sud du bassin du Limarí, a un bassin versant deux fois plus étendu que le río Hurtado, et il en va de même du débit, quoique ces cours d'eau soient tous deux bien alimentés par la fonte des neiges andines. Dans la partie haute de leurs bassins, les sommets dépassent en effet 4 500 mètres, et reçoivent d'assez abondantes précipitations nivales. 
Le río Grande constitue donc le cours supérieur du Río Limarí.
Les río Grande et río Hurtado confluent à quelque quatre kilomètres en amont de la jolie ville d'Ovalle, capitale de la province de même nom. C'est à ce niveau que le fleuve prend le nom de río Limarí. Il ne reste dès lors plus que 70 kilomètres avant que le fleuve ne débouche dans l'Océan Pacifique, au niveau de la localité de Punta Limarí.
Dans son cours inférieur, le fleuve ne reçoit plus que de maigres affluents au débit négligeable, ceci étant lié à la rareté des précipitations dans la région.
Entre Ovalle et l'Océan, le río Limarí parcourt une large vallée aux terres fertiles et cultivées par irrigation. Près de son embouchure, la vallée se rétrécit fortement. Son estuaire est large de plus ou moins 500 mètres.

## Affluents et sous-affluents

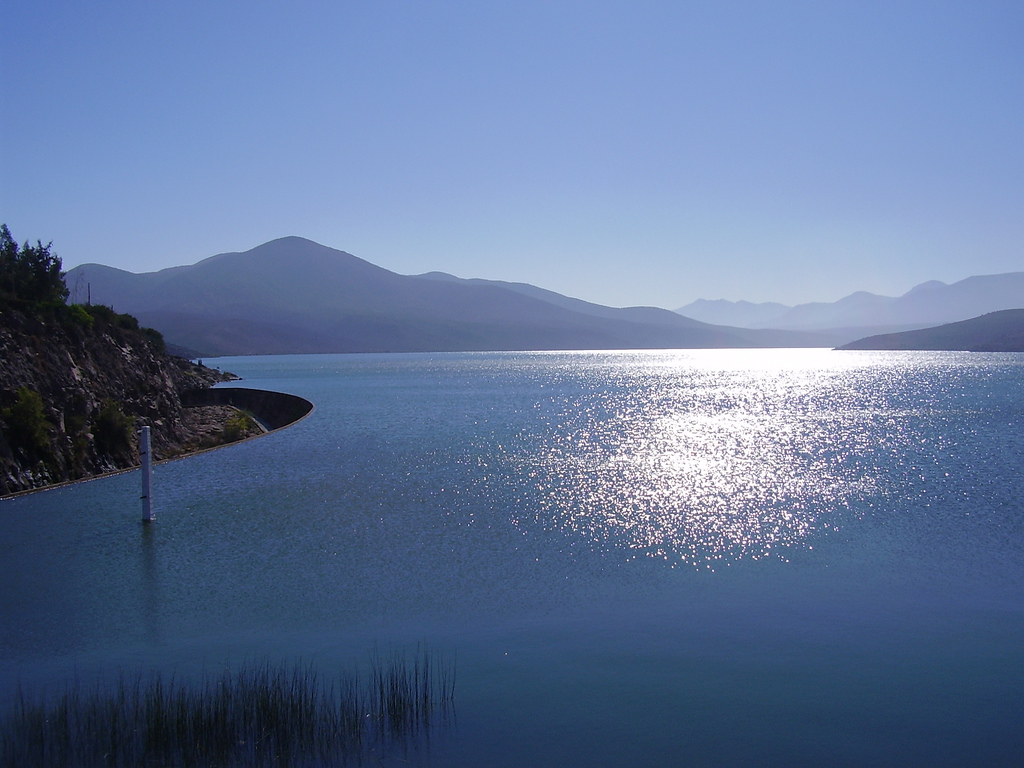
Le barrage Recoleta sur le río Hurtado, principal affluent du río Limarí

Le río Grande reçoit plusieurs affluents notables : 
- Le río Rapel - avec ses affluents río Palomo et río Molles (rive droite)
- Le río Mostazal (rive droite)
- Le río Guatulame. (rive gauche)

Quant au río Hurtado, il n'a pas d'affluent important. Il est le seul cours d'eau à drainer la partie nord du bassin.

## Équipement - Barrages
Le débit du río Guatulame est régulé par le barrage Cogotí de 150 millions de m3 de capacité.
Le cours inférieur du río Hurtado est équipé d'un barrage, le barrage Recoleta, dont le lac de retenue a une capacité de 100 millions de m3.
Au confluent du río Guatulame et du río Grande, on a édifié en 1968 le barrage La Paloma, ce qui a engendré un lac d'un volume de 750 millions de mètres cubes, soit plus de la moitié du volume du plus grand lac de retenue français (en métropole), le lac de Serre-Ponçon.

## Hydrométrie - Mesure des débits à la station de Panamericana
Le débit du Río Limarí a été observé pendant 19 ans (1966-1984) à Panamericana, localité de la province de Limarí située un peu en aval de la ville d'Ovalle . 
À Panamericana, le débit annuel moyen ou module observé sur cette période a été de 12 m3/s pour un bassin versant de 11 343 km2.
La lame d'eau écoulée dans cette partie - de loin la plus importante - du bassin versant du fleuve atteint ainsi le chiffre de 33 millimètres par an, ce qui peut être considéré comme faible.
Cours d'eau issu de la fonte des neiges andines au printemps, mais aussi des pluies d'automne-hiver, le Río Limarí est un cours d'eau très irrégulier qui présente des saisons très marquées. Il faut avoir à l'esprit que cette irrégularité est largement amplifiée par les barrages qui maîtrisent les débits et veillent à décharger les flux en fonction des besoins.
Comme presque partout au Chili, on observe deux saisons des crues, séparées par deux étiages. Les hautes eaux de fin de printemps liées à la fonte des neiges se déroulent en novembre-décembre lorsque la fonte est maximale. Dès le mois de janvier le débit du fleuve baisse fortement et un long étiage survient allant jusqu'au mois de juin. En juillet a lieu la crue d'hiver, qui a un profil assez brusque et se termine rapidement dès la fin du mois d'août. 
Le débit moyen mensuel observé en mars (minimum d'étiage) atteint 1,4 m3/s, soit plus de 30 fois moins que le débit moyen du mois de novembre (47,7 m3/s), ce qui témoigne de l'amplitude importante des variations saisonnières. Sur la durée d'observation de 19 ans, le débit mensuel minimal a été de 0 m3/s, tandis que le débit mensuel maximal s'élevait à 279 m3/s. Notons que le débit minimal de 0 m3/s, signifiant l'assèchement du fleuve, peut concerner chacun des 12 mois de l'année.

## Économie de la vallée du río Limarí
L'économie de la vallée du Limarí est principalement basée sur l'agriculture (vigne pour vinification (Pisco chilien) ou raisin de table, avocats, olives, artichauts, etc.) et aussi sur l'élevage des caprins. La seule ville d'Ovalle concentre 50 % de ces activités au niveau régional. C'est à Ovalle que les petits et moyens producteurs convergent pour commercialiser leurs produits. 
La vallée du río Limarí a une grande importance économique, étant la plus productive des vallées transversales chiliennes. La raison de sa haute productivité réside en son puissant 
système d'irrigation artificielle, régulée par ses trois imposants barrages-réservoirs (La Paloma, Recoleta et Cogotí), qui compensent la très faible pluviométrie de la zone et permettent l'utilisation économique et efficiente de l'eau.

## Tourisme
- Sur la rive nord de l'embouchure du fleuve se trouve le surprenant parc national Bosque Fray Jorge qui présente une flore extraordinaire en ces lieux.
- La ville d'Ovalle
- Le lac de barrage La Paloma

### Source
- Cuenca del rio Limari (Bassin du rio Limari) (es)